# Hypostomus latirostris
Hypostomus latirostris é uma espécie de peixe da família dos loricàrids e da ordem dos siluriformes. Foi descrito pelo ictiólogo britânico Charles Tate Regan em 1904. Os adultos podem alcançar 26 cm de comprimento. São encontrados na América do Sul, na bacia do rio Paraguai, no Brasil.